# El Noticiero Cordobés
El Noticiero Cordobés fue un periódico español publicado en la ciudad de Córdoba entre 1902 y 1908.

## Historia
Fundado en 1902 como un diario católico e integrista, su primer número apareció el 24 de septiembre de 1902. Recogía la herencia del antiguo diario católico La Verdad, desaparecido en 1896. Sin embargo, El Noticiero nunca alcanzó la posición de periódicos hegemónicos como el Diario de Córdoba. El diario tuvo una corta vida y terminaría desapareciendo en 1908.
Entre sus colaboradores destacaron Manuel Sánchez Asensio —que llegó a ser director del diario—, Rosario Vázquez, Vicente Toscano Quesada, Martín Cherot, Antonio Ramírez López o Manuel Osuna.